# Albert Fantini
Albert Fantini (zm. 5/6 września 1516 w Krakowie) – włoski franciszkanin konwentualny, profesor Akademii Krakowskiej.

## Życiorys
Na uniwersytecie w Bolonii uzyskał magisterium sztuk wyzwolonych i doktorat teologii; przez dwa lata wykładał na tej uczelni filozofię moralną. W 1514, być może za namową prymasa Jana Łaskiego, przeniósł się do Krakowa, gdzie podjął na Akademii wykłady z filozofii. Wydał również kilka dzieł filozoficznych. Cieszył się uznaniem m.in. króla Zygmunta Starego, krytycznie został natomiast przyjęty przez krakowskie środowisko akademickie.
Z jeszcze większą niechęcią spotkał się w zakonie franciszkanów. Pełnił funkcje prowincjała prowincji polsko-czeskiej i nadzwyczajnego komisarza prowincji węgierskiej. Zamierzał zająć się zaprowadzeniem w zakonie większej dyscypliny, co wywołało duży opór w klasztorze krakowskim; grupa zakonników zawiązała spisek i zamordowała przełożonego. Śmierć Fantiniego wywołała wielkie wzburzenie i ostre reakcje ze strony władz kościelnych; obłożony interdyktem kościół pozostawał zamknięty przez około rok, a trzech sprawców – Błażeja, Jana z Malborka i Wawrzyńca Szatlę – stracono.